# Gedson Fernandes
Gedson Fernandes (Santo Tomé, 9 de enero de 1999) es un futbolista santotomense nacionalizado portugués que juega en la demarcación de centrocampista para el F. C. Spartak de Moscú de la Liga Premier de Rusia.

## Selección
Tras jugar en la sub-15, la sub-16, la sub-17, la sub-19 y la sub-20, finalmente hizo su debut con la selección absoluta el 6 de septiembre de 2018 en un partido amistoso contra Croacia que finalizó con un resultado de empate a uno tras los goles de Ivan Perišić para Croacia, y de Pepe para Portugal.

## Clubes
| Club                             | País       | Año       | Partidos | Goles |
| -------------------------------- | ---------- | --------- | -------- | ----- |
| S. L. Benfica "B"                | Portugal   | 2017-2018 | 40       | 5     |
| S. L. Benfica                    | Portugal   | 2018-2020 | 59       | 3     |
| Tottenham Hotspur F. C. (cedido) | Inglaterra | 2020-2021 | 14       | 0     |
| Galatasaray S. K. (cedido)       | Turquía    | 2021      | 18       | 1     |
| S. L. Benfica                    | Portugal   | 2021-2022 | 4        | 0     |
| Çaykur Rizespor (cedido)         | Turquía    | 2022      | 11       | 3     |
| Beşiktaş J. K.                   | Turquía    | 2022-2025 | 131      | 18    |
| F. C. Spartak de Moscú           | Rusia      | 2025-     |          |       |

## Palmarés

### Títulos nacionales
| Título                | Club           | País     | Año  |
| --------------------- | -------------- | -------- | ---- |
| Primeira Liga         | S. L. Benfica  | Portugal | 2019 |
| Supercopa de Portugal | S. L. Benfica  | Portugal | 2019 |
| Copa de Turquía       | Beşiktaş J. K. | Turquía  | 2024 |
| Supercopa de Turquía  | Beşiktaş J. K. | Turquía  | 2024 |

### Títulos internacionales
| Título         | Club (*)        | Sede       | Año  |
| -------------- | --------------- | ---------- | ---- |
| Europeo sub-17 | Portugal sub-17 | Azerbaiyán | 2016 |

(*) Incluyendo la selección.